# 뉴에라 캡 컴퍼니
뉴에라 캡 컴퍼니(영어: New Era Cap Company)는 미국 뉴욕주 버펄로에 본사를 둔 모자 제작업체이다.